# Грегоран, Марияна
Марияна Грегоран (сербохорв. Маријана Грегоран / Marijana Gregoran; 24 января 1921, Ходошан — 19 сентября 1941, Яинцы, Белград) — югославская рабочая текстильной фабрики, участница Народно-освободительной войны Югославии.

## Биография
Родилась 24 января 1921 года в деревне Ходошан у Чаковца (ныне Меджимурье, Республика Хорватия). В Белград переехала за несколько лет до войны, работала на текстильной фабрике. В рабочее движение вступила, работая в цехах, принадлежавших Владе Иличу. С 1938 года член Коммунистической партии Югославии. Участвовала во всех рабочих забастовках и демонстрациях. Осенью 1939 года во время одной из стачек передала требования рабочих Владе Иличу, который пообещал удовлетворить требования бастующих, но уже через два дня их начали арестовывать, а Грегоран получила формальный отказ. После продолжившейся стачки Илич вынужден был пойти навстречу работникам.
Осенью 1940 года Марияна вошла в состав Белградского городского комитета Союза коммунистической молодёжи Югославии, а затем и в Сербский краевой комитет. После оккупации Югославии гитлеровцами и их сателлитами ушла в партизанское подполье, занявшись организационной деятельностью. 25 августа арестована полицейскими, 19 сентября 1941 года расстреляна в Яинцах, в лагере для политзаключённых.
Похоронена на Аллее расстрелянных патриотов белградского Нового кладбища. Имя Марияны Грегоран носит улица в белградском районе Карабурма, там ей установлен памятник.